# André Chastel
André Adrien Chastel (* 15. November 1912 in Paris; † 18. Juli 1990 ebenda) war ein französischer Kunsthistoriker, der bedeutende Arbeiten über die italienische Renaissance verfasste.
Er lehrte am Collège de France, wo er von 1970 bis 1984 den Lehrstuhl für Kunst und Zivilisation der italienischen Renaissance innehatte. 1975 wurde er zum Mitglied der Académie des inscriptions et belles-lettres gewählt.

## Leben
André Chastel besuchte von 1933 bis 1938 die École normale supérieure. Bei Henri Focillon an der Sorbonne wurde er als Kunsthistoriker ausgebildet.
Etwa 1934 bis 1935 las Chastel den Essay „Dürer’s Melancholia I“ (1923) von Erwin Panofsky und Fritz Saxl. Der im Stil des Warburg Institute geschriebene Essay beeindruckte ihn stark. Überzeugt davon, dass die Interpretation von Kunstwerken in strenger gelehrter Forschung fundiert sein müsse, reiste er zum Thames House in London, wohin das Institut nun übersiedelt war, und traf Panofsky und Saxl und andere. Von einer Salvador-Dalí-Ausstellung und von der surrealistischen Bewegung inspiriert, wurde er von der Macht von Bildern und besonders von dem Thema der Melancholie fasziniert. Seine frühen Veröffentlichungen galten u. a. dem Thema der Versuchung des heiligen Antonius. Nach der Agrégation 1937 wurde er Lehrer an einem Gymnasium in Le Havre. Nach Ausbruch des Zweiten Weltkriegs diente er in der französischen Armee, wurde aber gefangen genommen und verbrachte zwei Jahre in einem Kriegsgefangenenlager in Deutschland. Nach seiner Freilassung 1942 studierte er den Humanismus und Dante bei Augustin Renaudet (1880–1958), Professor für die Geschichte der Renaissance an der École Pratique des Hautes Études. Chastel wurde mit der Inventarisierung des Ateliers des französischen Malers Édouard Vuillard beauftragt, der 1940 gestorben war. Diese Aufgabe brachte ihn in direkten Kontakt mit den materiellen Aspekten von Kunstwerken und führt zu seinem ersten Buch Vuillard, 1868–1940 (1946). 1943 und 1944 arbeitete er wieder als Lehrer zunächst in Paris, dann in Chartres. 1943 heiratete er die Kunstkritikerin und Schriftstellerin Paule-Marie Grand.
Nach dem Krieg arbeitete Chastel als Assistent am Institut für Kunst und Archäologie der Sorbonne, wo er bis 1948 blieb. Er lehrte am Lycée Marcelin-Berthelot und später am Lycée Carnot und wurde 1949 Focillon Fellow der Yale University. 1950 begann er als Kunstkritiker für die Tageszeitung Le Monde zu schreiben. In diesem Jahr wurde er bei Renaudet promoviert. Seine Dissertation umfasste eine Arbeit über Kunst und Humanismus in Florenz in der Zeit Lorenzo de’ Medici und eine zweite Arbeit über den Humanisten Marsilio Ficino. Nach der Emeritierung Renaudets 1951 wurde Chastel Forschungsdirektor (directeur d’études) der IV. Sektion an der École Pratique, eine Position, die er bis 1978 innehatte. Seine Arbeit über Ficino wurde 1954 als Marsile Ficin et l’art veröffentlicht, seine Hauptarbeit erschien 5 Jahre später als Art et humanisme à Florence au temps de Laurent le magnifique (1959). […] 1955 wurde Chastel zusätzlich zu seiner Position an der École Pratique als Nachfolger von Pierre Lavedan zum Professor für moderne Kunstgeschichte an die Sorbonne berufen. Im folgenden Jahr publizierte Chastel ein zweibändiges Handbuch über die Geschichte der italienischen Kunst vom fünften bis zum zwanzigsten Jahrhundert (L’art italien).
In seinen 15 Jahren an der Sorbonne arbeitete Chastel hart daran, den nationalen und internationalen Status der Kunstgeschichte in Frankreich zu verbessern. Mit der Unterstützung des Kultusministers André Malraux lancierte er das Inventaire des monuments et des richesses artistiques de la France und gründete 1968 die Kunstzeitschrift Revue de l’art. Er trat für die Schaffung von mehr Lehrstühlen für Kunstgeschichte an Provinzuniversitäten ein. In Italien trat er für das Fach Kunstgeschichte an der französischen Akademie in Rom ein, die in der Villa Medici beheimat war. Als Gelehrter insistierte Chastel auf dem Gebrauch von Originaltexten bei der Forschung. 1960 publizierte er in Zusammenarbeit mit Robert Klein eine kritische Edition zusammen mit einer neuen Übersetzung von da Vinci’s Trattato della pittura [Léonard de Vinci. Traité de la peinture]. Zusammen mit seinen Studenten und mit Klein übersetzte er De Sculptura, ein 1504 erschienenes Werk von Pomponius Gauricus (1969). 1963 schrieben Chastel und Klein zusammen L’Europe de la Renaissance, l’âge de l’humanisme. Seine zweibändige Überblicksdarstellung La Renaissance italienne erschien 1965. 1968 und 1969 erschienen die beiden Studien, La crise de la Renaissance, 1520–1600 und Le mythe de la Renaissance, 1420–1500. Nach Kleins Selbstmord (1967) gab Chastel eine Sammlung von Artikeln und Essays von Klein heraus (Robert Klein: La forme et l’intelligible. Écrits sur la Renaissance et l’art moderne, 1970).
1970 wechselte Chastel von der Sorbonne an das prestigereiche Collège de France, wo er zum Professor für die Kunst und Zivilisation der Renaissance in Italien ernannt wurde. 1973 hielt er unter dem Titel ‘The Sack of Rome in 1527’ die Mellon Lectures in Washington DC. Chastel war von dieser dramatischen Episode und ihrer Auswirkung auf die Kunstgeschichte fasziniert. Dieses Thema bildete den Gegenstand seiner Vorlesungen am Collège de France in den Jahren 1971–72. 1975 wurde er in die Académie des Inscriptions et Belles-Lettres gewählt. 1978 publizierte er eine Sammlung von Essays unter dem Titel Fables, formes, figures und 1980 erschien eine Anthologie seiner für Le Monde geschriebenen Artikel L’image dans le miroir. In Zusammenarbeit mit seinen Studenten an der École Pratique übersetzt er die Vite von Giorgio Vasari. Dieses größere Projekt, Giorgio Vasari, Les vies des meilleurs sculpteurs et architectes, erschien in 12 Bänden (1981–1989).
Chastel war in verschiedenen Organisationen im Bereich Architektur in Frankreich und im Ausland aktiv. Nach dem Tod von Wolfgang Lotz 1981 wurde er zum Präsidenten des Centro Internazionale di Studi di Architettura Andrea Palladio in Vicenza gewählt. 1983 trat er für die Gründung eines französischen nationalen Instituts für Kunstgeschichte ein. Als Resultat dieses Berichts wurde 1989 eine nationale Kunstbibliothek gegründet, die Material aus ganz Frankreich zusammen brachte, und schließlich wurde 2001 das Institut national d’histoire de l’art, INHA, gegründet.
Chastel wurde 1984 emeritiert. 1987 wurde er mit einer Festschrift Il se rendit en Italie: études offertes à André Chastel geehrt. Die Artikel französischer und internationaler Gelehrter konzentrierten sich auf die künstlerischen Beziehungen zwischen Frankreich und Italien. Er fuhr bis zum Ende seines Lebens fort zu publizieren. Sein letztes Projekt, L’art français, ein vielbändiges Handbuch blieb durch seinen Tod infolge einer Krebserkrankung 1990 unvollendet. Vier Bände erschienen postum. Sie umfassen die französische Kunst bis 1825. Eine Reihe von anderen Studien wurden fertiggestellt und erschienen postum. Die beiden Zeitschriften Histoire de l’art und Revue de l’art, widmeten dem Andenken an Chastel Themenhefte. Zu seinen Studenten zählten Daniel Arasse (1944–2003) und Antoine Schnapper (1933–2004).

## Mitgliedschaften
Seit 1986 war er korrespondierendes Mitglied der Bayerischen Akademie der Wissenschaften. 1975 wurde Chastel in die Académie des Inscriptions et Belles-Lettres und in die American Academy of Arts and Sciences aufgenommen. Außerdem war er auswärtiges Mitglied der Accademia dei Lincei (seit 1977), der Accademia Toscana di Scienze e Lettere „La Colombaria“, der British Academy (seit 1976) und der Kungliga Vitterhets Historie och Antikvitets Akademien, sowie Träger mehrerer nationaler Verdienstorden (Ehrenlegion, Ordre des Arts et des Lettres, Ordre des Palmes Académiques, Verdienstorden der Italienischen Republik).

## Schriften (Auswahl)
Als Verfasser
- Marsile Ficin et l'art, Droz, Genf 1954.
- L'Art italien. 1956.
  - Deutsch: Die Kunst Italiens, Prestel, München 1987.
- Botticelli. Silvana Editoriale d'arte, Mailand 1957.
  - Deutsch: Botticelli. Silvana Editoriale d'arte, Mailand 1961 (übersetzt von Irene Steidle)
- Art et Humanisme à Florence au temps de Laurent le Magnifique. P.U.F, Paris 1982 (EA Paris 1959)
- zusammen mit Robert Klein: L'Âge de l'humanisme. Éditions de la connaissance, Brüssel 1963.
  - Deutsch: Die Welt des Humanismus. Europa 1480–1530, Callwey, München 1963.
- Le Grand Atelier d'Italie 1460–1500, Gallimard, Paris 1965.
- Renaissance méridionale 1460–1500, Gallimard, Paris 1965.
- Le Mythe de la Renaissance 1420–1520. Skira, Genf 1969.
  - Deutsch: Der Mythos der Renaissance 1420–1520, Skira, Genf 1969.
- La Crise de la Renaissance 1520–1600. Skira, Genf 1969.
  - Deutsch: Die Krise der Renaissance 1520–1600. Skira, Genf 1968.
- Fables, formes, figures. Flammarion, Paris 1978 (2 Bände).
- L'image dans le miroir. Gallimard, Paris 1980.
- Grotesque. l'Arpenteur, Paris 1980.
  - Deutsch: Die Groteske. Streifzug durch eine zügellose Malerei. Wagenbach Verlag, Berlin 1997.
- Chronique de la peinture italienne à la Renaissance, 1250–1580. Paris 1983.
  - Deutsch: Chronik der italienischen Renaissancemalerei 1280–1580. Edition Popp im Arena-Verlag, Würzburg 1984.
- Le sac de Rome. Gallimard, Paris 1984.
  - Englisch: The sack of Rome, 1527. Princeton University Press, Princeton, NJ. 1983.
- L'Illustre Incomprise. Mona Lisa. Gallimard, Paris 1988.
- La gloire de Raphaël ou le triomphe d’Éros. RMN, Paris 1995.
- zusammen mit Anna Maria Brizio und Maria Vittoria Brugnoli: Leonardo, der Künstler. Belser, Stuttgart 1981.
- La Pala ou le Retable italien des origines à 1500. 1993.

Als Herausgeber
- Florentinische Zeichnungen des 14. bis 17. Jahrhunderts. Comel, Köln 1950.
- Leonardo da Vinci par lui-même, Textes choisis. Éditore Nagel, Paris 1952.
- mit anderen: The Renaissance. London / New York 1982.
- Histoire de l'art français. Paris 1992/96 (4 Bände).
- Leonardo da Vinci, die Gewandstudien. Schirmer-Mosel, München 1990. (Mit Texten von Françoise Viatte und Carlo Pedretti)
(Katalog zur Erstmaligen Ausstellung der Gewandstudien von Leonardo da Vinci, 5. Dezember 1989 bis 26. Februar 1990, Louvre, Paris)
- Leonardo da Vinci. Sämtliche Gemälde und die Schriften zur Malerei. 3. Auflage. Schirmer-Mosel, München 2002. (übersetzt von Marianne Schneider).
- Giorgio Vasari. Les Vies des meilleurs peintres sculpteurs et architectes (= „Thesaurus“ Collection). Actes Sud, Arles 2005. (2 Bände; EA Paris 1981/89).